# Neuroloma kurainense
Neuroloma kurainense là một loài rêu trong họ Andreaeaceae. Loài này được Botsch. Botsch. mô tả khoa học đầu tiên năm 1972. Danh pháp khoa học của loài này chưa được làm sáng tỏ. 